# Robert Englund
För andra betydelser, se Robert Englund (olika betydelser).
Robert Barton Englund, född 6 juni 1947 i Glendale, Kalifornien, är en amerikansk skådespelare med svenskt påbrå.
Englund har blivit mest känd som seriemördaren Freddy Krueger i Terror på Elm Street-filmerna. Han har även spelat den snälle utomjordingen Willie i TV-serien V samt medverkat i det svenska TV-programmet High Chaparall.

## Filmografi (i urval)
- 1974 – Buster och Billie
- 1977 – Den jättelika vägspärren
- 1978 – Femte våningen
- 1984 – Terror på Elm Street
- 1985 – Terror på Elm Street 2 – Freddys hämnd
- 1987 – Terror på Elm Street 3 – Freddys återkomst
- 1988 – Terror på Elm Street 4 – Freddys mardröm
- 1989 – Terror på Elm Street 5 – The Dream Child
- 1990 – Ford Fairlane
- 1991 – Terror på Elm Street 6
- 1994 – Wes Craven's New Nightmare
- 1995 – The Mangler
- 1997 – Wishmaster
- 1998 – Urban legend
- 2003 – Freddy vs. Jason
- 2005 – 2001 Maniacs
- 2006 – Hatchet
- 2006 – Behind The Mask
- 2007 – Jack Brooks: Monster Slayer
- 2008 – Zombie Strippers
- 2009 – Bones - (Gästroll i TV-serie)
- 2010 – Chuck (TV-serie)
- 2022 – Stranger Things (TV-serie)